# Cronologia do cinema

## Acontecimentos Mais Importantes
Esta é uma cronologia do cinema.
- 1864: Louis Ducos du Hauron patenteia o projetor de filme (1 de março).
- 1888: Roundhay Garden Scene, filmado pelo inventor francês Louis Le Prince, um curta-metragem de 2 segundos de duração, é reconhecido como o primeiro filme da História (14 de outubro).
- 1890 no cinema: Monkeyshines, No. 1, dirigido por William K.L. Dickson e William Heise, torna-se o primeiro filme estadunidense.
- 1892 no cinema: Estreia um dos primeiros filmes de animação do mundo, Le Clown et ses chiens (28 de outubro).
- 1893 no cinema: Estreia o filme estadunidense Blacksmith Scene (9 de maio).
- 1894 no cinema: Estreia o filme estadunidense Fred Ott's Sneeze, dirigido por William K.L. Dickson (9 de janeiro). Estreia o filme estadunidense, Corbett and Courtney Before the Kinetograph, que mostra a partida de boxe, filmada em 14 de junho de mesmo ano (17 de novembro).
- 1895 no cinema: O primeiro filme cômico L'Arroseur Arrosé, de Louis Lumière, é filmado (10 de junho). A primeira demonstração pública do cinematógrafo é feita numa sala chamada Eden em La Ciotat, no sudeste da França (28 de setembro). Estreia um dos primeiros filmes alemães, Akrobatisches Potpourri (1 de novembro). Os Irmãos Lumière organizam em Paris, no Grand Café, avenida dos Capucines, a primeira exibição comercial do cinematógrafo, que dá origem ao cinema (28 de dezembro). Estreia o filme francês L'Arrivée d'un train en gare de La Ciotat, gravado pelos Irmãos Lumière, em Paris (28 de dezembro).
- 1896 no cinema: Estreia o primeiro filme português O Zé Pereira na Romaria de Santo Tirso (10 de novembro).
- 1897 no cinema: Thomas Edison patenteia uma câmera de filme (cinematógrafo) (31 de agosto).
- 1898 no cinema: Estreia o filme japonês Nuno sarashi (13 de janeiro).
- 1902 no cinema: Como uma experiência, o inglês Edward Raymond Turner produz o primeiro filme a cores, feito entre 1901 e 1902 e que mostra, entre outras coisas, três crianças brincando com girassóis, soldados marchando e aves de estimação, entre elas uma arara. Este filme só foi descoberto 110 anos depois.,,.
- 1903 no cinema: Estreia o primeiro filme de faroeste, Kit Carson, nos Estados Unidos (21 de setembro).
- 1908 no cinema: Estreia o primeiro filme de terror, Dr. Jekyll & Mr. Hyde em Chicago (21 de maio). Lançado um dos primeiros filmes brasileiros, Nhô Anastácio chegou de viagem, de Marc Ferrez (20 de junho).
- 1913 no cinema: Estreia o primeiro filme em série, The Adventures of Kathlyn em Chicago (29 de dezembro).
- 1914 no cinema: Estreia o segundo filme em cores, The World, the Flesh and the Devil em Londres (9 de abril). Estreia o primeiro filme de comédia mudo, Tillie's Punctured Romance, com Charles Chaplin (14 de novembro).
- 1915 no cinema: Estreia um dos filmes da era do cinema mudo, The Birth of a Nation, de D. W. Griffith em Los Angeles, Califórnia (8 de fevereiro).
- 1926 no cinema: Estreia o primeiro filme sonoro, Don Juan, no Teatro de Warner, New York (5 de agosto).
- 1927 no cinema: A Academia de Artes e Ciências Cinematográficas (em inglês Academy of Motion Picture Arts and Sciences) é fundada, em Los Angeles, na Califórnia, Estados Unidos (1 de maio). Estreia o primeiro filme totalmente falado da história cinematográfica, The Jazz Singer, com Al Jolson, em Nova York (6 de outubro).[1]
- 1929 no cinema: A primeira premiação do Oscar ocorre em Hollywood, Los Angeles, Califórnia (16 de maio).
- 1933 no cinema: Estreia o filme Ich und die Kaiserin, de Frederick Hollander, em Berlim (22 de fevereiro).
- 1934 no cinema: Estreia o primeiro filme sonoro dos Países Baixos, Willem van Oranje, de Jan Teunissen (4 de janeiro).
- 1937 no cinema: Lançado o primeiro longa-metragem de animação em Hollywood, Branca de Neve e os Sete Anões (21 de dezembro).
- 1942 no cinema: Estreia o filme antinazista To Be or Not To Be, de Ernst Lubitisch, em Los Angeles (6 de março).
- 1946 no cinema: A primeira edição do Festival de Cannes ocorre em Cannes, França (20 de setembro a 5 de outubro).
- 1952 no cinema: Estreia o primeiro filme 3D em cores, Bwana Devil (30 de novembro).
- 1970 no cinema: Estreia o filme do grupo inglês The Beatles, Let it Be (13 de maio). Estreia o filme Let it Be no Reino Unido (20 de maio).
- 1995 no cinema: Estreia o primeiro filme de animação em computação gráfica da história, Toy Story, pela empresa Pixar, dos Estados Unidos (22 de novembro).
- 1996 no cinema: Estreia do Primeiro filme brasileiro de computação gráfica e o primeiro feito totalmente no computador, Cassiopéia no Brasil (1 de abril).